# 重み付き残差法
重み付き残差法（おもみつきざんさほう、英: Method of Weighted Residuals、MWR）とは微分方程式の境界値問題の近似解法の一つ。計算途中で発生する近似解と微分方程式の一般形により定義された残差に重み関数をかけて積分した重み付き残差を最小化することにより、より適切な解を得ようとする手法である。
有限要素法は本来、エネルギー原理の存在する構造力学の分野で開発され、発展してきた数値解析技術であるが、重み付き残差法による有限要素法の開発により、数値流体力学を始めとするエネルギー原理の存在しない非構造の問題の解析も可能となった。

## 概要[1]
微分方程式の一般形を次のように表す。
{\displaystyle L(u)=f\quad \mathrm {in} \;\Omega }
また、境界条件についても以下のように表す。
{\displaystyle S(u)=0\quad \mathrm {on} \;\Gamma }
ここで、{\displaystyle L}は未知関数{\displaystyle u}に対する微分作用素を表しており、{\displaystyle S}は境界条件に関する作用素である。また、{\displaystyle \Omega }は定義域であり、{\displaystyle \Gamma }は{\displaystyle \Omega }の境界を表している。
いま、正しい解である{\displaystyle u(x)}を線形独立な{\displaystyle N}個の関数の組、すなわち基底関数{\displaystyle \psi _{k}(x)}を用いて次のように近似する。
{\displaystyle u\approx U=\sum _{k=1}^{N}\psi _{k}\alpha _{k}}
ここで、{\displaystyle U(x)}は{\displaystyle u(x)}の近似解で、{\displaystyle \alpha _{k}}は未知のパラメータである。
この近似解{\displaystyle U(x)}を上記微分方程式の一般形に代入すれば次の関係が得られる。
{\displaystyle r(U)=L(U)-f=\sum _{k=1}^{N}L(\psi _{k})\alpha _{k}-f\quad \mathrm {in} \;\Omega }
この関数{\displaystyle r} は残差と呼ばれており、{\displaystyle r(U)=0}であれば{\displaystyle U}は微分方程式の一般形の厳密解である。
この残差{\displaystyle r(U)}に重み関数{\displaystyle \chi _{i}}を乗じて解析領域全体で積分した量を重み付き残差として定義し、これを零とすることを考えると、
{\displaystyle \langle \chi _{i},r(U)\rangle =0,\quad i=1,2,\dots ,N}
が得られる。これは平均的な意味で残差を零にすることを表している。ここで、<・,・>は内積であり、関数{\displaystyle \phi _{i},\phi _{j}}に対して次式で定義される。
{\displaystyle \langle \phi _{i},\phi _{j}\rangle =\int _{\Omega }\phi _{i}(x)\phi _{j}(x)dx}
重み付き残差の式は、
{\displaystyle \sum _{k=1}^{N}\langle \chi _{i},L(\psi _{k})\rangle \alpha _{k}=\langle \chi _{i},f\rangle ,\quad i=1,2,\dots ,N}
であるので、未知数{\displaystyle u(x)}に関する微分方程式は未知パラメータ{\displaystyle \alpha _{k}}に関する代数方程式となる。これを解くことによって近似解{\displaystyle U(x)}を求めることができる。

## 重み関数の選び方による種々の方法
重み付き残差法には重み関数の選び方によっていくつかの方法がある。
- 選点法：重み関数としてディラックのデルタ関数[16]を適用する。
- 最小二乗法[17][18][19]
- モーメント法
- ガラーキン法（英語版）[20]

重み関数として未知数の基底関数を用いる。つまり、
{\displaystyle \chi _{i}=\psi _{i}}
とする。
すると上述の離散化方程式は、
{\displaystyle {\begin{aligned}\langle \chi _{i},r(U)\rangle &=\left\langle \psi _{i},\sum _{k=1}^{N}L(\psi _{k})\alpha _{k}-f\right\rangle \\&=\int \psi _{i}\left(\sum _{k=1}^{N}L(\psi _{k})\alpha _{k}-f\right)dx=0,\quad i=1,2,\dots ,N\end{aligned}}}
となる。
この関係より未知のパラメータ{\displaystyle \alpha _{k}}を求めるが、このときの近似解
{\displaystyle U=\sum _{k=1}^{N}\psi _{k}\alpha _{k}}
を真の解{\displaystyle u}のガラーキン近似であるという。